# Deogracias Soriano Iñiguez, Jr.
Deogracias Soriano Iñiguez, Jr. là một Giám mục người Philippines của Giáo hội Công giáo Rôma. Ông nguyên là Giám mục chính tòa Giáo phận Kalookan, Giáo phận iba và Giám mục phụ tá Giáo phận Malolos.

## Tiểu sử
Giám mục Deogracias Soriano Iñiguez, Jr. sinh ngày 10 tháng 12 năm 1940 tại Cotabato, thuộc Philippines. Sau quá trình tu học dài hạn tại các cơ sở chủng viện theo quy định của Giáo luật, ngày 23 tháng 12 năm 1963, phó tế Soriano Iñiguez, Jr., 23 tuổi, tiến đến việc được truyền chức linh mục. Tân linh mục cũng là thành viên linh mục đoàn của Giáo phận Malolos.
Sau hơn 20 năm thực hiện các hoạt động mục vụ tôn giáo với tư cách là một linh mục, ngày 3 tháng 7 năm 1985, Tòa Thánh cho công bố thông tin về sự tuyển chọn của Giáo hoàng, cụ thể Giáo hoàng bổ sung linh mục Deogracias Soriano Iñiguez, Jr. vào hãng ngũ các Giám mục, và chọn tân giám mục này phục trách vị trí Giám mục Phụ tá Giáo phận Malolos với danh hiệu Giám mục Hiệu tòa Claternae. Lễ tấn phong cho vị tân chức được tổ chức cách trọng thể sau đó vào ngày 22 tháng 8, với phần nghi thức truyền chức do ba giáo sĩ cấp cap đảm nhiệm. Chủ phong cho vị giám mục Tân cử là Tổng giám mục Bruno Torpigliani, Sứ thần Tòa Thánh tại Philippines. Hai vị khác với vai trò phụ phong gồm có Tổng giám mục Leonardo Zamora Legaspi, O.P, Tổng giám mục Tổng giáo phận Caceres (Nueva Caceres) và Giám mục Cirilo Reyes Almario, Giám mục chính tòa Malolos. Tân giám mục chọn cho mình châm ngôn:Totius servus Christi.
Chỉ vừ qua dịp lễ Giáng sinh vài ngày, nhiệm vụ Giám mục phụ tá Malolos của Giám mục Iñiguez, Jr. chấm dứt khi Tòa Thánh quyết định cho công bố việc thuyên chuyển đối với vị phụ tá Malolos, cụ thể, giám mục này được điều chuyển đến Giáo phận Iba, với chức vị tại đây là Giám mục chính tòa. Thông cáo được phổ biến vào ngày 27 tháng 12 năm 1989.
Với hơn 12 năm là vị quản lý đời sống cùng như tinh thần cho giáo dân tại Iba, ngày 22 tah1ng 8 năm 2003, một lần nữa, Tòa Thánh ra quyết định điều chuyển Giám mục Deogracias Soriano Iñiguez, Jr. đến một Giáo phận khác, và lần này là Giáo phận  Kalookan, một Giáo phận được tách ra từ Tổng giáo phận Manila. Vậy, Giám mục Soriano Iñiguez, Jr. được chuyển về đây làm Giám mục chính tòa Tiên khởi cho Giáo phận này.
Gần 10 năm tại Kalookan, giám mục Iñiguez có ý định xin từ nhiệm v tuổi tác và đã được Tòa Thánh xác nhận vào ngày 25 tháng 1 năm 2013.